# Tamin’ the Wild Nights
Tamin’ the Wild Nights ist ein Song der US-amerikanischen Band Dan Reed Network, der als vierte Single aus deren Debütalbum Dan Reed Network ausgekoppelt wurde. Die Single erschien ausschließlich in den Niederlanden.

## Hintergrund
Die Plattenfirma hatte die dritte Single des Albums, I’m so Sorry, 1988 ebenfalls ausschließlich in den Niederlanden herausgebracht. Obwohl Mercury Records damit keinen Erfolg hatte, wurde auch die folgende Single, Tamin’ the Wild Nights, nur in den Niederlanden veröffentlicht.
Die Single erschien nicht als CD-Single, sondern ausschließlich als Schallplatte, und enthielt als B-Seite das Lied Resurrect. Eine ebenfalls veröffentlichte Maxisingle enthielt auch nur diese beiden Titel. Es wurde kein Remix angeboten.

## Rezeption
Tamin’ the Wild Nights hatte, wie schon die zuvor veröffentlichte Single, keinen kommerziellen Erfolg. Aufgrund der eingeschränkten Verfügbarkeit und der damit verbundenen geringen Auflagenstärke ist Tamin’ the Wild Nights neben Eye on You für Sammler heute die am Schwierigsten zu findende Single der Band.